# 케이틀린 클라크 (농구 선수)
케이틀린 엘리자베스 클라크(영어: Caitlin Elizabeth Clark, 2002년 1월 22일~)는 미국의 농구 선수로 포지션은 포인트 가드이다.

## 아마추어 경력
중학교때부터 대학교에서 주목을 받았고 고등학교 졸업반 시점에서는 ESPN 리크루팅 랭킹 전국 4위에 올랐다. 
대학교는 아이오와 대학교에 입학하였다. 1학년때 전미 대학 체육 협회(NCAA) 득점왕을 하였고, 올빅텐 퍼스트팀(All-Big Ten First Team)에 선정되었다. 그러나 AP 선정 올아메리칸 팀은 똑같은 6피트 1학년 포인트가드 페이지 베커스에 밀려 2군팀 소속으로 만족해야했다. 2학년때는 득점왕과 어시스트왕을 하였다. 3학년때는 남녀 토너먼트 통틀어서 30점 이상 득점의 트리플 더블을 하였다. 4학년때는 여자 기록 경신은 물론 남자 통산 득점 기록을 넘어 역대 NCAA의 신기록을 세웠다. 그러나 아이오와 대학교팀은 결승에서 사우스캐롤라이나 대학교에 지면서 2년 연속 준우승을 하였다.

## 프로 경력
2024년 WNBA 드래프트 1순위로 인디애나 피버에 지명되어 입단하였다.
2024 시즌 7월 18일에는 댈러스 윙스와의 경기에서 24득점 19어시스트를 기록하며 WNBA 단일경기 최다 어시스트 기록을 경신했다.
2024 시즌 WNBA 신인상을 수상하였다.

## 국가대표팀 경력
2017년 미국 U-16 대표팀 선수로 아르헨티나 부에노스아이레스에서 열린 2017년 아메리카 유스 선수권 대회에서 우승을 하였다. 2019년부터 미국 U-19 대표팀 선수로 뛰었으며 2019년과 2021년 U-19 월드컵에서 우승을 차지했다. 특히 2021년 U-19 월드컵에서 대회 최우수 선수(MVP)로 선정되었다.

## 수상

### 개인
- 2020 맥도날드 올 아메리칸
- 2021 FIBA Under-19 월드컵 MVP
- 2021 Big Ten 올해의 프레시맨
- 2021-2023 Big Ten 퍼스트 팀
- 2021-2024 USBWA 올 아메리칸
- 2022-2023 NCAA 올해의 득점왕
- 2022-2023 NCAA 올해의 어시스트왕
- 2022-2023 Big Ten 토너먼트 MOP
- 2022-2023 Big Ten 올해의 선수
- 2023 NCAA 디비전 1 올해의 아카데믹 올 아메리칸
- 2023 AAU 제임스 설리번 어워드
- 네이스미스 올해의 대학 선수(2023)
- 웨이드 트로피(2023)
- 제임스 E. 설리번 상(2023)
- 2023 AP 올해의 선수
- 2023 USBWA 올해의 선수
- 2023-2024 AP 올 아메리칸
- 2024 AP 올해의 선수
- WNBA 신인상 (2024)
- 2024 WNBA ALL 퍼스트 팀
- 2024 WNBA ALL 루키 팀
- 2024 WNBA 이스트 컨퍼런스 이주의 선수 (8월 27일, 9월 3일, 9월 10일)